# Kultura Sintaszta-Pietrowka

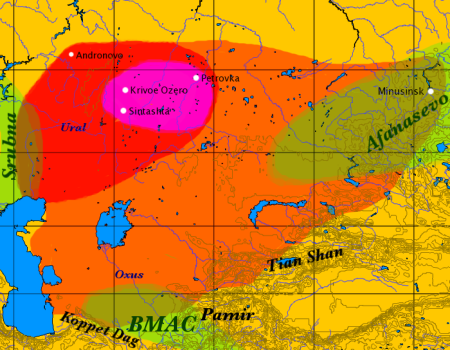
Kolor czerwony – zasięg kultury Sintaszta-Pietrowka. Kolor pomarańczowy – maksymalny zasięg kultury andronowskiej. Kolor oliwkowy – kultury sąsiadujące: afanasjewska, grobów zrębowych (na mapie jako Srubna) i cywilizacja Oksus (BMAC)

Kultura Sintaszta-Pietrowka (ros. Синташтинская культура, ang. Sintashta culture, również Sintashta-Petrovka culture lub Sintashta-Arkaim culture) – kultura archeologiczna istniejąca w okresie epoki brązu, rozwijająca się w północnej części Wielkiego Stepu (okolice miasta Czelabińsk na Uralu) na pograniczu Europy Wschodniej i Azji Środkowej, datowana na 2100–1800 rok p.n.e. Z kultury Sintaszta-Pietrowka pochodzą najstarsze znane rydwany, które zostały odnalezione w grobach. Prawdopodobnie rydwany wywodzą się z kultury Sintaszta-Pietrowka, które następnie rozprzestrzeniły się na cały Stary Świat. W grodziskach związanych z tą kulturą natrafiono również na ślady po kopalniach miedzi oraz na wyroby z brązu, co jest nietypowym zjawiskiem dla kultur rozwijających się na stepach.
Ze względu na problemy z identyfikacją szczątków pochodzących ze stanowiska archeologicznego Sintaszta, a młodszymi szczątkami pochodzącymi z późniejszych osiedli, kultura Sintaszta-Pietrowka stosunkowo niedawno została odróżniona od kultury andronowskiej. Obecnie kultura Sintaszta-Pietrowka uważana jest za osobną kulturę, która poprzedziła kulturę andronowską. Jednocześnie stanowi część tzw. horyzontu andronowskiego (ang. Andronovo horizon) związanego z wczesnym rozwojem języków indoirańskich.

## Pochodzenie i rozprzestrzenianie

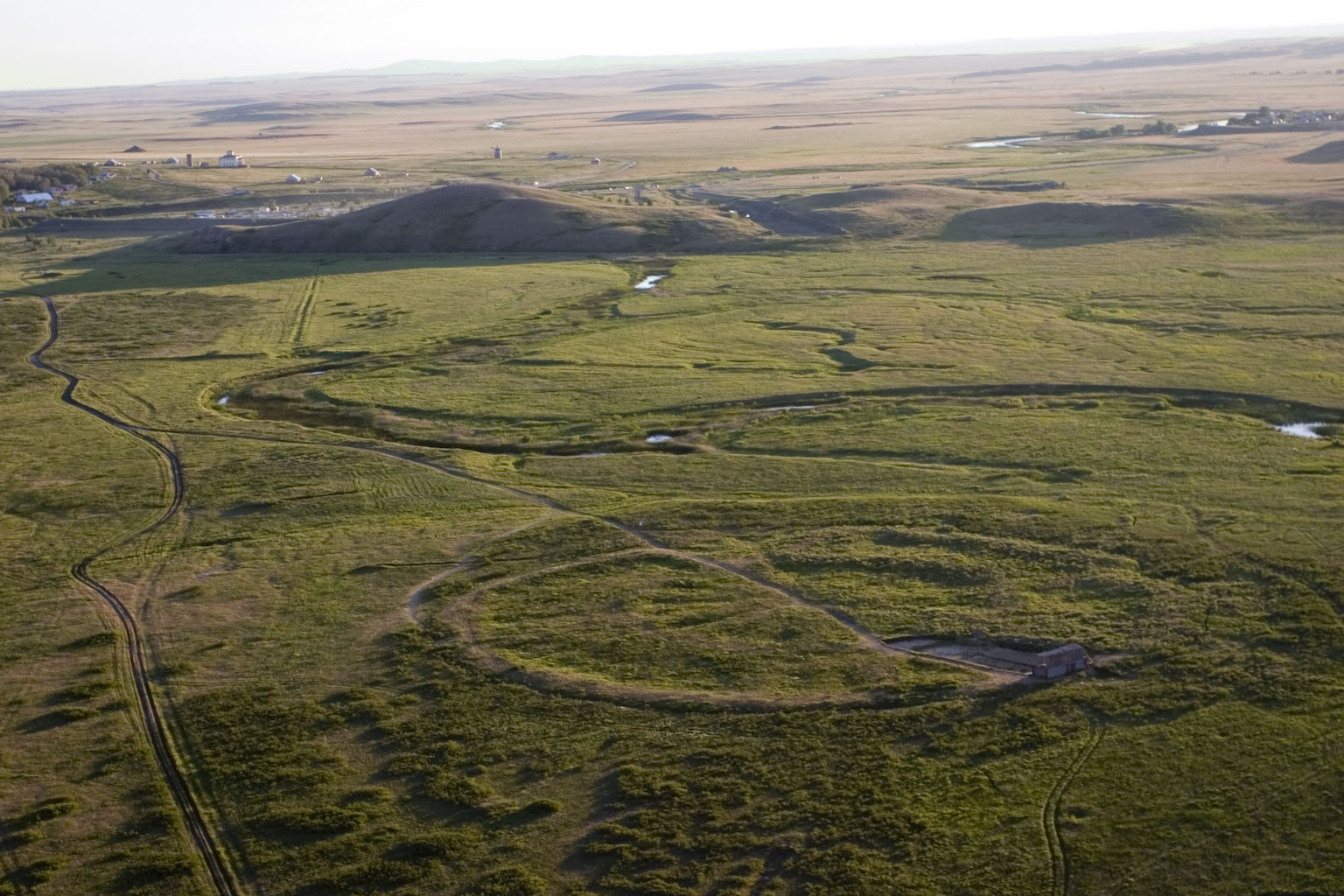
Stanowisko archeologiczne Arkaim, założone na planie koła z widocznymi wałami ziemnymi

Kultura Sintaszta-Pietrowka wyłoniła się w wyniku interakcji dwóch kultur, które ją poprzedziły. Kultura Sintaszta-Pietrowka nastąpiła bezpośrednio po kulturze połtawskiej (2700–2100 p.n.e.), która rozwijała się na stepach w regionie Uralu i rzeki Toboł. Kultura połtawska stanowiła gałąź kultury grobów jamowych, która przeniosła się na wschód pomiędzy 2800–2600 r. p.n.e. Kilka grodzisk pochodzących z czasów kultury Sintaszta-Pietrowka zostało wybudowanych na wcześniejszych grodziskach lub w pobliżu grobów pochodzących z okresu kultury połtawskiej. Dodatkowo motywy pochodzące z kultury połtawskiej występują na ceramice pochodzących z okresu kultury Sintaszta-Pietrowka. Ponadto wśród przedmiotów kultury materialnej pochodzących z okresu kultury Sintaszta-Pietrowka zauważa się wpływ późnej kultury abaszewskiej (2500–1900 p.n.e.).
Pierwsze grodziska kultury Sintaszta-Pietrowka powstały około 2100 r. p.n.e. w okresie zmian klimatycznych zachodzących na jałowym Stepie Kazachskim, klimat stał się bardziej suchy i mroźny. Podmokłe tereny położone wokół Uralu oraz górnego odcinka rzeki Toboł stanowiły na początku okresowe schronienie dla ludów w trakcie zim. W późniejszym okresie region stał się istotny dla przetrwania, co doprowadziło do stałego osiedlenia się ludów pasterskich z kultur połtawskiej i abaszewskiej.
W trakcie istnienia zarówno kultury abaszewskiej, jak i Sintaszta-Pietrowka dochodziło do wojen międzyplemiennych, które przyczyniły się do pogłębiania stresu ekologicznego i zwiększenia konkurencji o zasoby naturalne między plemionami. W trakcie kultury Sintaszta-Pietrowka rozwijała się technologia wojenna, która doprowadziła do wynalezienia rydwanu wojennego oraz powstawały liczne umocnienia wokół grodzisk.

## Język
Ludy z kultury Sintaszta-Pietrowka najprawdopodobniej posługiwały się językiem indoirańskim. Identyfikacja języka używanego przez ludy z kultury Sintaszta-Pietrowka opiera się na podobieństwach poszczególnych sekcji występujących w Rygwedzie, indyjskiej świętej księdze, w której zawarte są starożytne indo-irańskie pieśni religijne zapisane w sanskrycie wedyjskim, z rytuałami pogrzebowymi kultury Sintaszta-Pietrowka. Jednocześnie występują wyrazy, które wskazują na mieszanie się języków zarówno z grupy indoirańskiej, jak i ugrofińskich. Pozwala to na wysunięcie hipotezy, że kultura Sintaszta-Pietrowka powstała w wyniku mieszania się ludów posługujących się zarówno językami ugrofińskimi, jak i indoirańskimi.

## Wydobycie metali
Gospodarka kultury Sintaszta-Pietrowka oparta była na wydobyciu i obróbce miedzi. Rudy miedzi były pozyskiwane z pobliskich kopalń (np. Worowskaja Jama) przez mieszkańców grodzisk i przetwarzane na stopy brązu składające się z miedzi oraz arsenu. Wydobycie miedzi prowadzone było na skalę przemysłową – na stanowiskach archeologicznych Arkaim, Sintaszta oraz Ust'ie natrafiono na ślady pieców do wytapiania oraz żużlu. Znaczna część pozyskiwanych surowców była przeznaczana na eksport do miast położonych w regionie Baktryjsko-Margiańskiego Zespołu Archeologicznego (w skrócie BMAC od Bactria–Margiana Archaeological Complex) związanego z rozwojem cywilizacji Oksus (Oxus) nad rzeką Amu-daria (Azja Środkowa). Handel pomiędzy ludami z kultury Sintaszta-Pietrowka a miastami z regionu BMAC pozwolił na powstanie pierwszego szlaku łączącego region stepu z miastami-państwami cywilizacji Bliskiego Wschodu (Mezopotamia). Później szlak handlowy przyczynił do rozprzestrzeniania się rydwanów na Bliski Wschód.

## Badania genetyczne
Wyniki badań genetycznych zostały opublikowane w 2015 roku. Na podstawie próbek pobranych od szczątków dwóch mężczyzn udało się ustalić haplogrupę na podstawie męskiego chromosomu Y i przypisano ich do haplogrupy R1a1a1b2a2. Dodatkowo udało się wyizolować mitochondrialny mtDNA u pięciu osób, który przyczynił się do wyróżnienia następujących haplogrup:
- cmentarz Bułanowo:

1. próbka RISE386, mężczyzna – J1c1b1a
2. próbka RISE394, kobieta – U2e1e

- cmentarz Stiepnoje VII:

1. próbka RISE392, mężczyzna – J2b1a2a

- cmentarz Tanabergen II:

1. próbka RISE391, kobieta – N1a1a1a1

- cmentarz Bolszekaraganskij:

1. próbka RISE395, kobieta – U2e1h.

Badania genetyczne pozwoliły na ustalenie ścisłego związku pomiędzy ludami kultury ceramiki sznurowej a ludami kultury Sintaszta-Pietrowka. Wynika z nich, że ludy z kultury Sintaszta-Pietrowka wywodzą się od przemieszczających się z zachodu ludów związanych z kulturą ceramiki sznurowej.